# توماس بيغيلو كرايغ
توماس بيغيلو كرايغ (بالإنجليزية: Thomas Bigelow Craig)‏ هو رسام أمريكي، ولد في 14 فبراير 1849 في فيلادلفيا في الولايات المتحدة، وتوفي في 1924.